# Ethel Schwabacher
Ethel Schwabacher (New York, 20 maggio 1903 – New York, 25 novembre 1984) è stata una pittrice e scrittrice statunitense.

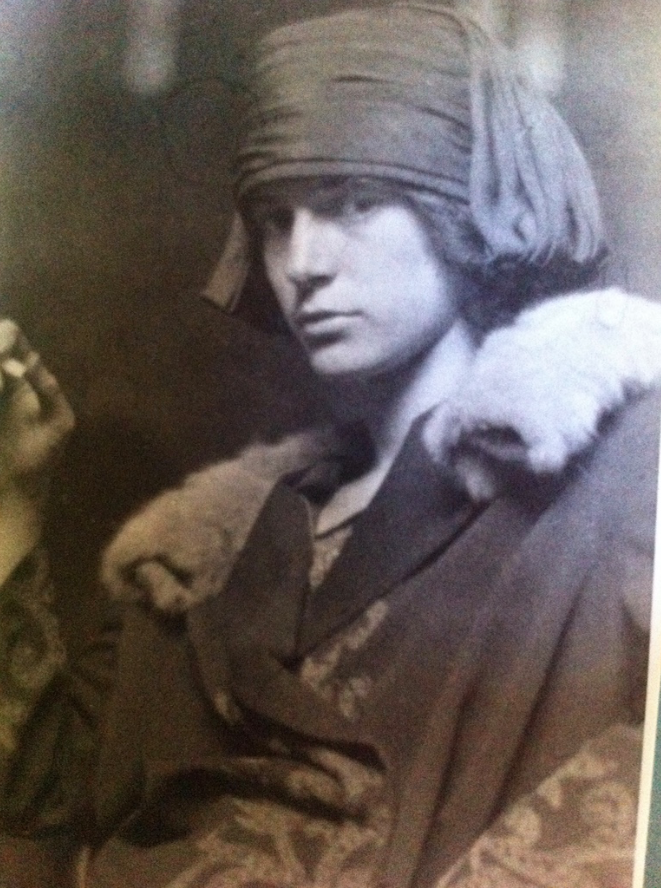
Ethel Schwabacher

Dalla metà degli anni Trenta si avvicinò al surrealismo, influenzata dalle tecniche di Arshile Gorky, di cui nel 1957 pubblicò la prima biografia, e all'espressionismo astratto. Dopo gli anni Cinquanta sviluppò uno stile personale, ispirato a soggetti e temi femminili, come la gravidanza, il parto e la fertilità. Negli anni Sessanta prese parte al movimento per i diritti civili, e ritornò in parte ad uno stile figurativo, reinterpretando i miti greci e biblici.   
I suoi dipinti sono presenti in importanti collezioni: Metropolitan Museum of Art, Whitney Museum of American Art, Solomon R. Guggenheim Museum, Jewish Museum, Brooklyn Museum of Art, Rockefeller University di New York.

## Biografia
Ethel Kremer nacque a New York nel 1903 da Agnes Oppenheimer, una ricca newyorkese, e Eugene Kremer, un avvocato dell'Alabama, entrambi ebrei convertiti al Cristianesimo scientista. Ethel crebbe con il fratello maggiore in un ambiente privilegiato che incoraggiò le ambizioni di entrambi e che contava già altri famosi intellettuali: il cugino da parte di madre era il poeta George Oppen, uno dei primi oggettivisti e fra i fondatori della To Publishers, presso cui vennero pubblicati primi libri in prosa di Ezra Pound.
Nel 1908 la famiglia si trasferì a Pelham, un sobborgo esclusivo di New York, in una grande casa con giardino, dove Ethel sviluppò l'interesse per la natura, una delle future protagoniste dei suoi dipinti e importante soggetto delle sue memorie.

### Gioventù
Inizialmente Ethel si dedicò alla scultura. A 15 anni si iscrisse alla Art Students League e studiò scultura con George Bridgeman, poi per nove anni con Robert Laurent. Nel 1920, quando il padre morì dopo una lunga malattia, Ethel, iscritta alla National Academy of Design, realizzò in sua memoria un bassorilievo in gesso a tre pannelli dedicato agli eroi e alle eroine della prima guerra mondiale, poi andato perduto.
Durante il periodo dei suoi studi di scultura, il fratello di Ethel cadde in preda a disturbi di natura psichiatrica che lo condussero all'ospedalizzazione e interruppero la sua promettente carriera di inventore e matematico. Ethel, incaricata di trovargli un aiuto, si affidò allo psicanalista freudiano Bernard Gluck, scegliendo di affrontare lei stessa l'analisi. Il suo successivo innamoramento per Gluck costrinse questi, per ragioni professionali, a ritornare a Vienna e ad affidare la giovane alle cure di un altro psicoanalista.
Nel 1927 il senso di abbandono provato da Ethel in seguito a questa vicenda la portò a tentare il suicidio. In seguito lasciò la scultura e si avvicinò alla pittura, iscrivendosi a un corso con l'artista Max Weber alla League. In quell'anno conobbe il pittore surrealista Arshile Gorky, con il quale mantenne un importante rapporto artistico e di amicizia.

### Anni Trenta e Quaranta
Tra il 1928 e il 1934 si trasferì in Europa, dove intrecciò numerose relazioni con artisti e intellettuali a Vienna e nel sud della Francia, fra cui il filosofo statunitense Mortimer Adler, l'ideatore della fortunata serie Great Books. A Vienna si sottopose per oltre due anni ad analisi con la psicanalista Helene Deutsch, collega di Sigmund Freud.
Tornata a New York, sposò l'avvocato Wolf Schwabacher, con cui ebbe due figli. Nel 1934 tornò a frequentare Gorky, dal quale prese lezioni private e apprese la tecnica surrealista dell'automatismo. 
I suoi dipinti degli anni Trenta e Quaranta, caratterizzati da un uso di colori accesi e da forme di erotizzazione della natura, erano influenzati dalle tecniche surrealiste di Gorky che si proponeva di estrarre materiale dal subconscio, e alimentati dall'esperienza personale di Schwabacher con la psicoanalisi. Nel 1935 e nel 1947 i dipinti furono esposti alla Galleria Passedoit di New York. 
Il suicidio di Gorky nel 1948 fu per lei un duro colpo. Nel 1951 Ethel partecipò all'organizzazione della retrospettiva in commemorazione di Gorky al Whitney Museum, e scrisse un saggio nel catalogo della mostra. Durante la malattia del pittore armeno, Ethel gli aveva promesso che avrebbe realizzato uno studio sulla sua opera. Iniziò il libro poco dopo la sua morte e lo pubblicò nel 1957: fu il primo studio completo su Gorky e contribuì notevolmente a farne conoscere l'opera.

### Anni Cinquanta
Nel 1951 l'attenzione di Ethel Schwabacher si spostò più decisamente dai paesaggi e dalla natura, a soggetti e dipinti ispirati a temi femminili. Nella serie Women rappresentò la nascita, il parto e la fertilità, un'idea di "femminilità trionfante", leggibile in disegni floreali e frammenti di corpi femminili dai colori brillanti, che la allontanarono dall'influenza di Gorky, indirizzandola verso uno stile più personale.
Le sue interpretazioni della femminilità, riflesso del percorso di introspezione e ricerca intrapreso da tempo con la psicanalisi, si ponevano in contrasto con le concezioni maschili di creatività e produttività artistica allora imperanti, in particolare l'approccio di Willem de Kooning al soggetto femminile, da lei più tardi espressamente criticato nel suo Diario: le donne di De Kooning "con i loro denti aguzzi pronti a mordere, mi sembravano esprimere il sadismo delle donne e contro le donne, che trovo molto sgradevole e inquietante." Ad esse, scriveva, preferiva l'arte il cui potere è più simile alla nascita, una "energia che produce crescita, piuttosto che un'energia che fa esplodere le cose". L'esperienza del parto diventò una metafora femminile per la creazione artistica.
In quello stesso anno morì il marito e il dolore per questa prematura perdita la devastò. È di questo periodo la serie di dipinti figurativi chiamati Odes, in parte dominati da sentimenti di dolore e lutto. 
Nel 1952 tentò nuovamente il suicidio; uscita dal coma e ristabilitasi, riprese a dipingere e si affidò a nuove cure psicologiche. L'analisi con la psicanalista austriaca Marianne Kris durò circa trent'anni, e terminò con la morte di questa, nel 1980. 
Nel 1953 Ethel tenne una mostra personale alla Betty Parsons Gallery, punto di riferimento dei più noti pittori ed espressionisti astratti. Il suo stile stava cambiando: dominano pennellate frastagliate che trasmettono inquietudine; si riduce la precedente varietà dei colori, prevale il bianco, il nero e il rosso sangue. Durante questo periodo l'artista creò anche dei collage di vetro, andati perduti. 
L'approccio astratto, in cui tuttavia continua ad essere presente, anche se in forma ridotta, l'interesse per temi femminili legati alla fecondità (es. La Joie de Ma Mere, 1955), durò fino all'inizio degli anni Sessanta.
Nel 1959 introdusse temi mitologici e classici con serie di tele astratte: Edipo (fondazione classica del pensiero freudiano, come commenterà nei suoi Diari), Oreste, Antigone e Prometeo.

### Dagli anni Sessanta agli anni Ottanta
Il suo lavoro negli anni Sessanta si collega alle vicende politiche del momento. Una serie di dipinti del 1963-64, di stile figurativo, è ispirata al movimento per i diritti civili. Ritenuto troppo politico dall'amica gallerista Betty Parsons, Ethel Schwabacher fu costretta a cercare un'altra sede espositiva, trovata nella Greenross Gallery, dove espose nel 1964. 
Per tutti gli anni Sessanta i soggetti dei suoi dipinti continuano ad essere personaggi mitologici e biblici: Abramo e Isacco, Antigone e Sisifo. Studiò a lungo il mito di Orfeo e Euridice leggendo Ovidio, Shelley, Wordsworth, e lo reinterpretò filtrandolo attraverso le sue esperienze personali e l'approccio freudiano. 
Negli anni Settanta, a causa dell'artrite alle mani, ridusse il volume dei suoi dipinti e iniziò in piccola scala una serie di ritratti su tela di personaggi da lei definiti My Parnassus: Virginia Woolf, Freud e Gorky. 
Nel 1974 pubblicò un libro sull'amico artista John Charles Ford.
I suoi lavori erano apprezzati ed esposti in importanti collezioni, tra cui il Whitney Museum, il Guggenheim, il Rockefeller Institute e la Albright-Knox Gallery a Buffalo.
Il peggioramento dell'artrite la costrinse ad abbandonare la pittura a metà degli anni Settanta. Utilizzando un registratore, dettò i suoi pensieri sull'arte e sul processo creativo, in parte pubblicate in Hungry for Light: The Journal of Ethel Schwabacher (1993).
Morì a New York  il 25 novembre 1984.

### Le Memorie:Hungry for light(1993)
La scrittura, pubblica e privata, rappresentò, con la pittura, l'altra componente significativa dell'identità creativa di Ethel Schwabacher. A partire dal 1967 e fino a poco prima della sua morte, l'artista si dedicò con assiduità alla redazione di quaderni di appunti e di lavoro, poi selezionati e pubblicati nel 1993, con il titolo Hungry for Light, dalla figlia Brenda Webster e dalla studiosa Judith Johnson.
In essi l'artista annotò i suoi pensieri sull'arte e la letteratura, registrando il suo interesse per le dinamiche sessuali e per gli aspetti psicologici della femminilità e della mascolinità, e riportò episodi della sua vita e i successivi problemi della vecchiaia. Scrisse anche ampiamente della sua esperienza con la psicoanalisi, durata oltre trent'anni e diventata parte integrante del suo intero percorso artistico.   
Ethel Schwabacher è stata fra i primi artisti ad essere psicanalizzata e ad essere seguita da due eminenti analiste donna, entrambe di scuola freudiana: Helene Deutsch negli anni Venti, quando iniziò il trattamento, e Marianne Kris dagli anni Cinquanta al 1980. La parte del libro intitolata The Tortoise and the Angel si è rivelata di particolarmente interesse per la psicanalisi e la critica d'arte, per lo studio della relazione tra creatività e processi terapeutici.
Dalla sua riflessione artistica traspare come interesse costante di ricerca quello che lei chiama "the place where", il punto di massima concentrazione di energia in cui gli opposti si uniscono (rappresentazione e surreale, femminile e maschile, ecc.). Questo approccio, da lei stessa definito "lyric/epic", la condusse ad esplorare percorsi artistici diversi, da Cezanne al fauvismo, dal surrealismo e all'espressionismo astratto, al femminismo e alla riscoperta dell'arte figurativa. 
Mona Hadler, una storica dell'arte che intervistò Schwabacher e che fu fra le curatrici di un importante catalogo di una mostra sull'artista, ha scritto che Ethel per tutta la vita espresse il desiderio di provare se  le donne potessero dare un contributo distintivo alle arti visive, come Virginia Woolf aveva fatto in letteratura.